# 天關增一
金牛座113，又名BD+16 775，HD 35532、SAO 94543、HR 1798，是金牛座的一颗恒星，视星等为6.25，位于銀經188，銀緯-10.32，其B1900.0坐标为赤經5h 20m 18.9s，赤緯+16° -10.32′ 41″。